# Campionati mondiali di pattinaggio di velocità sprint 2022
I Campionati mondiali di pattinaggio di velocità - Sprint 2022 sono stati la 52ª edizione della manifestazione. Si svolsero alla Vikingskipet di Hamar, in Norvegia, dal 3 e al 5 marzo 2022.

## Medagliere
| Pos.   | Nazione     | Oro | Argento | Bronzo | Totale |
| ------ | ----------- | --- | ------- | ------ | ------ |
| 1      | Paesi Bassi | 3   | 2       | 1      | 6      |
| 2      | Norvegia    | 1   | 0       | 2      | 3      |
| 3      | Polonia     | 0   | 2       | 0      | 2      |
| 4      | Austria     | 0   | 0       | 1      | 1      |
| Totale | Totale      | 4   | 4       | 4      | 12     |

## Podi
| Eventi                             | Oro           | Prestazione | Argento    | Prestazione | Bronzo                      | Prestazione |
| Maschile dettagli                  | Thomas Krol   | 138.705     | Kai Verbij | 138.830     | Håvard Holmefjord Lorentzen | 139.375     |
| Femminile dettagli                 | Jutta Leerdam | 151.140     | Femke Kok  | 151.215     | Vanessa Herzog              | 152.225     |
| Sprint a squadre maschile dettagli | Norvegia      | 1:20.01     | Polonia    | 1:20.80     | Paesi Bassi                 | 1:20.81     |
| Femminile dettagli                 | Paesi Bassi   | 1:27.42     | Polonia    | 1:29.09     | Norvegia                    | 1:34.92     |